# Tholon
Tholon – rzeka we Francji, przepływająca przez teren departamentu Yonne, o długości 37,9 km. Stanowi lewy dopływ rzeki Yonne.